# سیرولو
سیرولو (به ایتالیایی: Sirolo) یک کومونه در ایتالیا است که در استان آنکونا واقع شده‌است.

## خصوصیات
سیرولو ۱۶٫۶۸ کیلومترمربع مساحت و ۳٬۷۴۷ نفر جمعیت دارد و ۱۲۵ متر بالاتر از سطح دریا واقع شده‌است.

## خواهرخوانده
شهر سنتا مونیکا، کالیفرنیا خواهرخواندهٔ سیرولو هست.